# 黃兆維
黃兆維（2001年11月3日—），為台灣棒球選手，目前效力於中華職棒富邦悍將，守備位置為一壘手。於2020年季中選秀中被富邦悍將以第六輪第三十順位選進。

## 經歷
- 桃園市中平國小少棒隊
- 桃園市立新明國民中學青少棒隊
- 桃園市立平鎮高級中等學校青棒隊
- 中華職棒富邦悍將（2020年9月11日－）

## 職棒生涯成績
| 年度 | 球隊     | 出賽 | 打數 | 安打 | 全壘打 | 打點 | 盜壘 | 四死 | 三振 | 壘打數 | 雙殺打 | 打擊率 | 上壘率 | 長打率 | OPS |
| ---- | -------- | ---- | ---- | ---- | ------ | ---- | ---- | ---- | ---- | ------ | ------ | ------ | ------ | ------ | --- |
| 2021 | 富邦悍將 | －   | －   | －   | －     | －   | －   | －   | －   | －     | －     | －     | －     | －     | －  |
| 合計 | 1年      | －   | －   | －   | －     | －   | －   | －   | －   | －     | －     | －     | －     | －     | －  |

## 外部連結
- 黃兆維在台灣棒球維基館上的頁面（繁體中文）
- 黃兆維在中華職棒官網